# 诺维茨基湾
诺维茨基湾（俄语：Бухта Новицкого），前称岔头子湾，是俄罗斯滨海边疆区纳霍德卡城区的海湾，属日本海纳霍德卡湾，面积2.09平方公里，长5.4公里，宽2.9公里，伸入陆地1.2公里。海湾较开阔，对面坐落着利锡岛，海湾出口处曾矗立着象岩。纳霍德卡石油港坐落在岸边，向海中排放石油污染物。纳霍德卡活跃海洋渔业基地曾坐落于海湾中。1972年更为现名，以纪念参与建立符拉迪沃斯托克哨所的瓦西里·瓦西里耶维奇·诺维茨基（？—1865年）。